# Discoverer 4
Discoverer 4 (również: CORONA 9001) – amerykański satelita technologiczny. Stanowił część tajnego programu CORONA. 

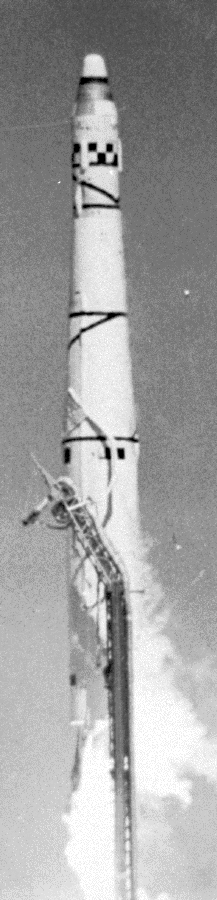
Nieudany start rakiety Thor Agena A z satelitą Discoverer 4 serii Corona KH-1, 25 czerwca 1959.

## Przebieg misji
Misja Discoverera 4 nie powiodła się z powodu za małego ciągu wytworzonego przez silniki rakiety nośnej Thor Agena A. Statek nie osiągnął orbity.